# Mostarda (planta)
As mostardas são plantas dos géneros Brassica e Sinapis cujas sementes são utilizadas como especiaria e que, após moídas e misturadas com água, vinagre e outros líquidos, se transformam no condimento conhecido como mostarda. As sementes de mostarda podem também ser usadas para obtenção de óleo de mostarda, e as folhas são geralmente comestíveis. Além das mostardas, o género Brassica também inclui couves, colza e nabos.

## Espécies
A mostarda-branca (Sinapis alba) cresce selvagem no Norte de África, Médio Oriente e Europa Mediterrânica, tendo-se expandido para lá destas regiões devido ao longo cultivo. A mostarda-da-índia ou castanha (Brassica juncea), originária dos sopés dos Himalaias, é cultivada comercialmente no Nepal, Reino Unido, Canadá, Dinamarca e Estados Unidos da América. A mostarda-preta (Brassica nigra) é cultivada na Argentina, Chile, Estados Unidos da América e em alguns países da Europa.
Os maiores produtores mundiais de semente de mostarda em 2007 e em ordem descrescente foram: Nepal, Canadá, Mianmar e Rússia.

## Galeria

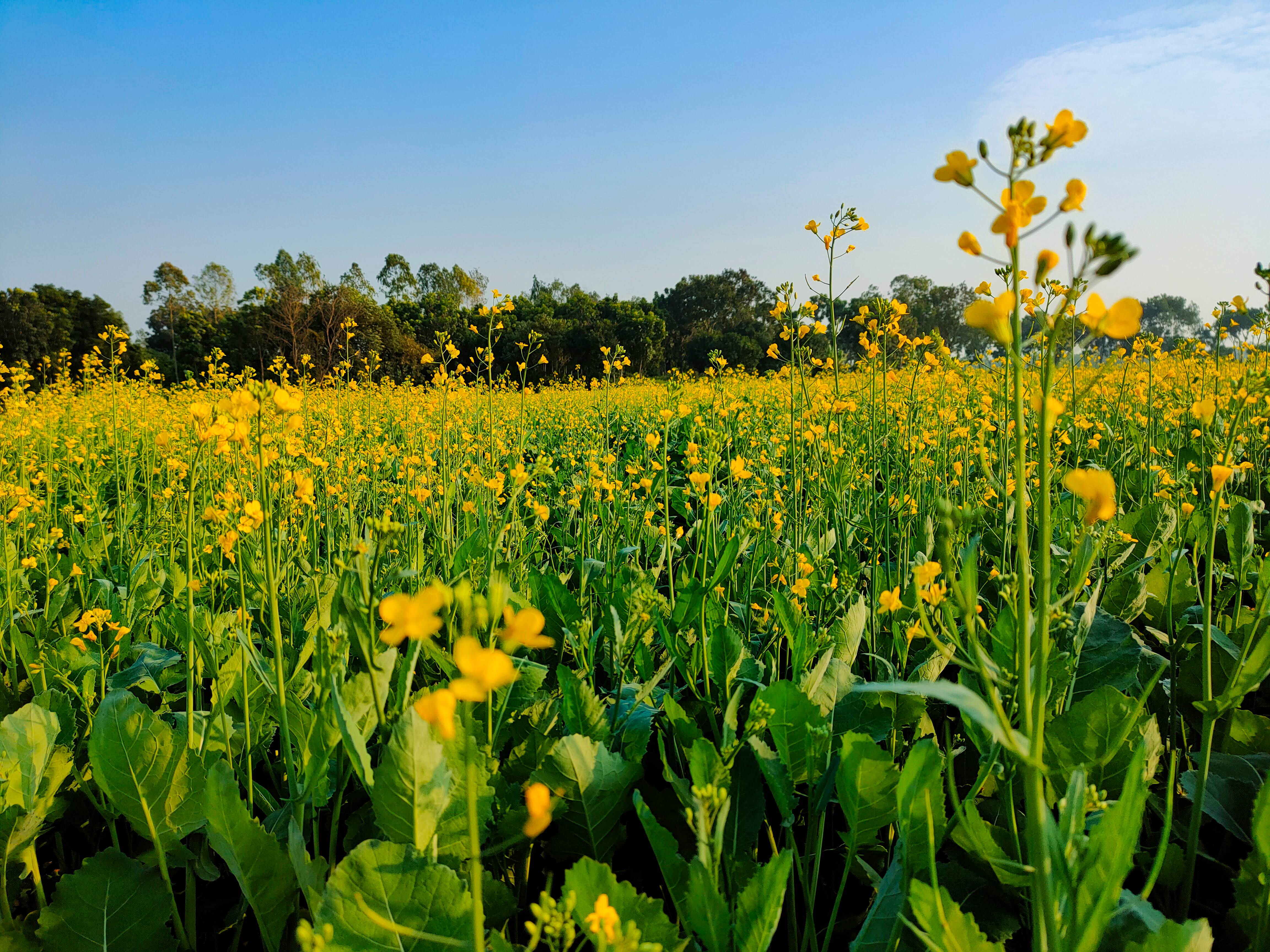
Plantação de mostarda
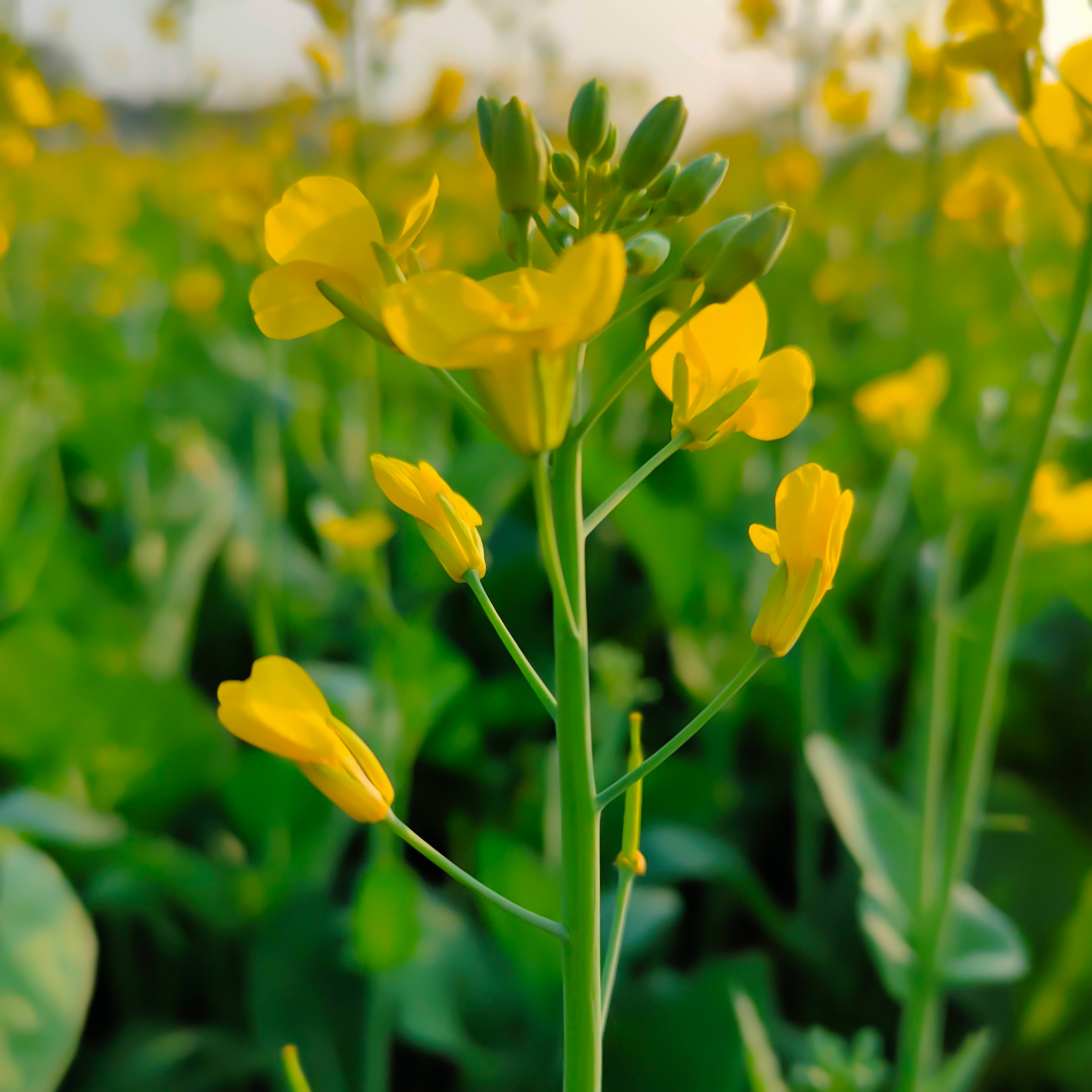
Flor da mostarda
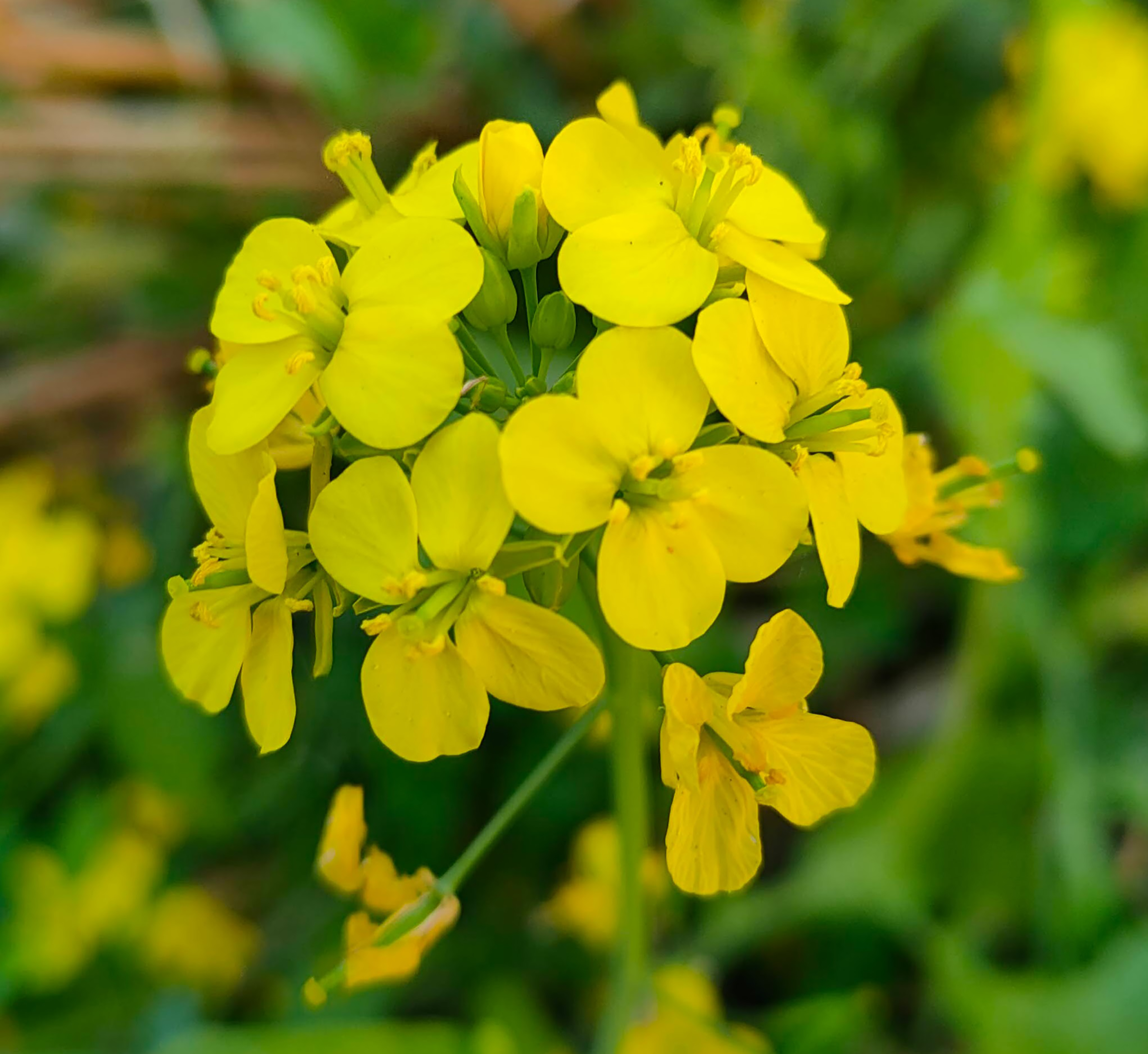
Flor de mostarda vista de perto
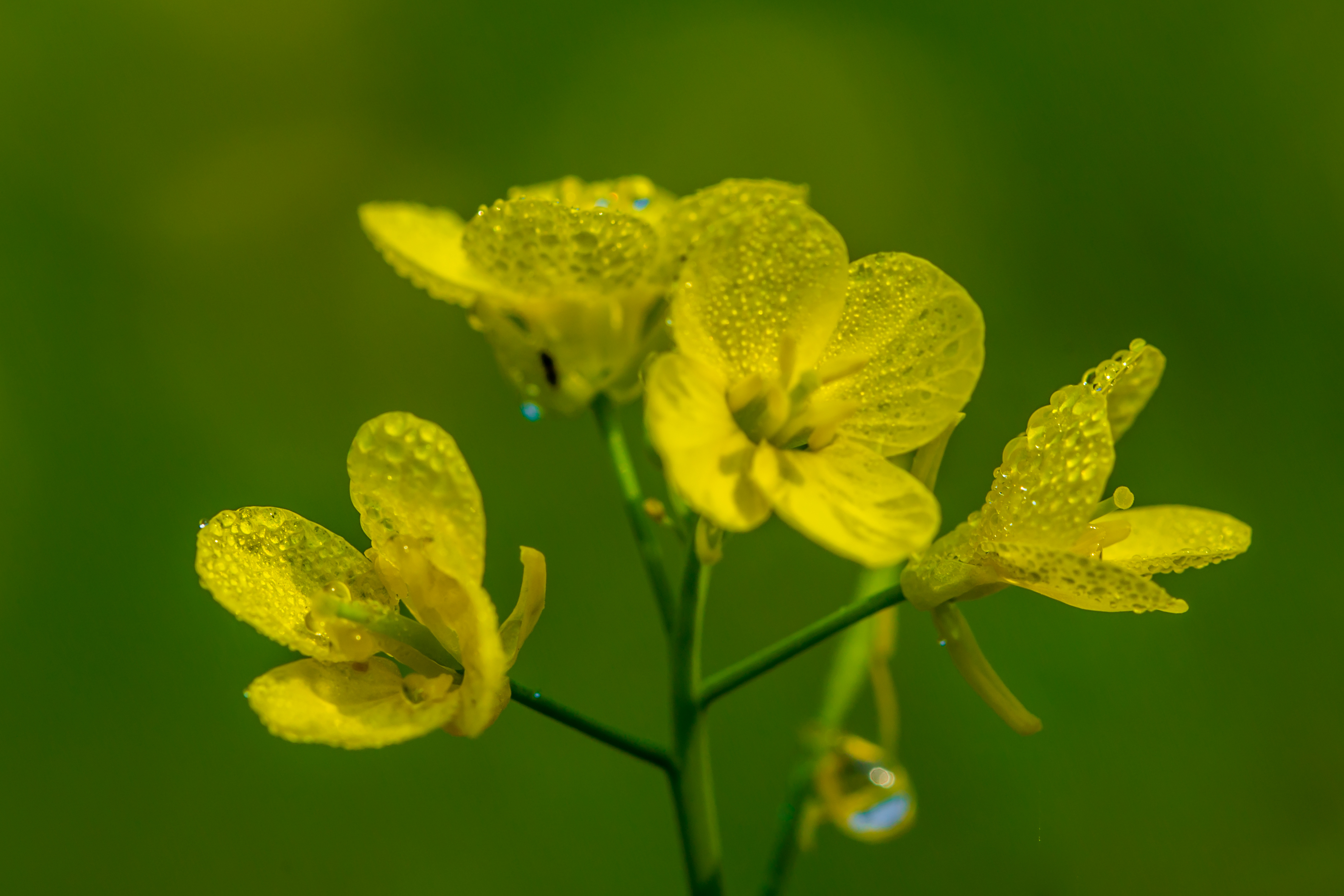
Flor da mostarda
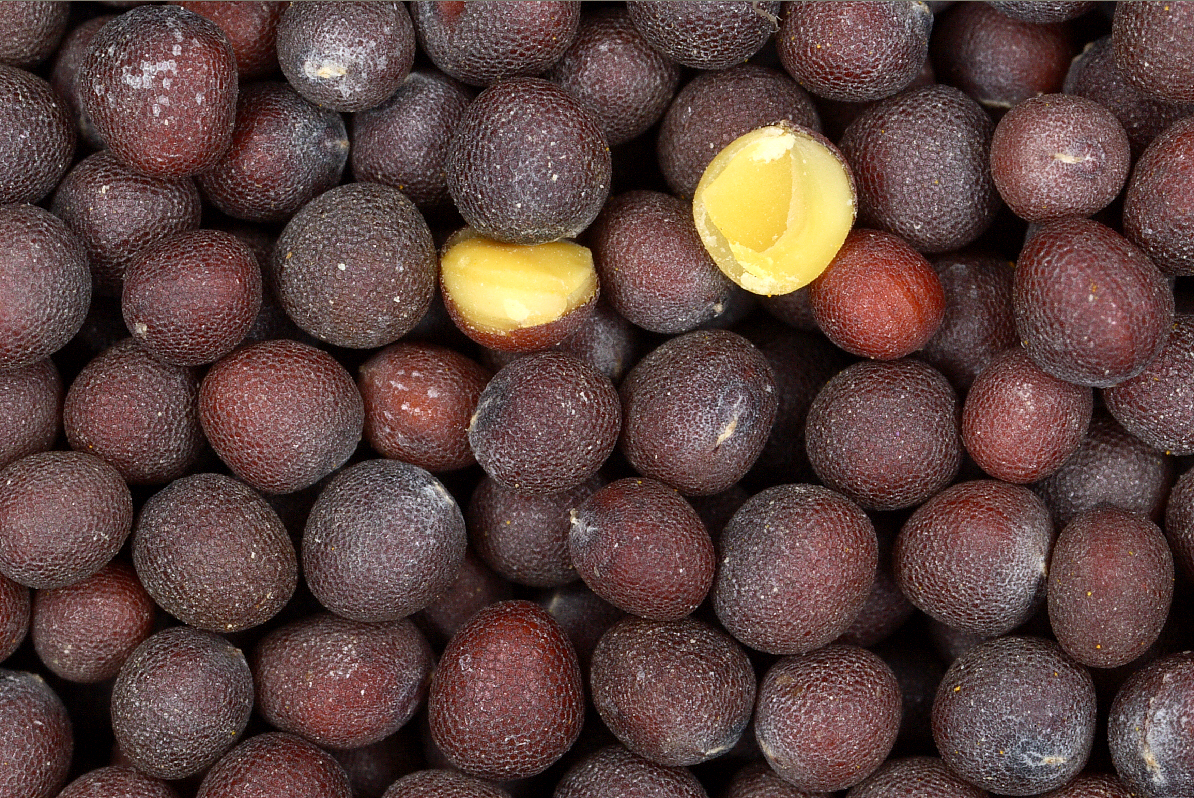
Sementes de mostarda vistas de perto (cada uma tem 2 a 3 mm de diâmetro)
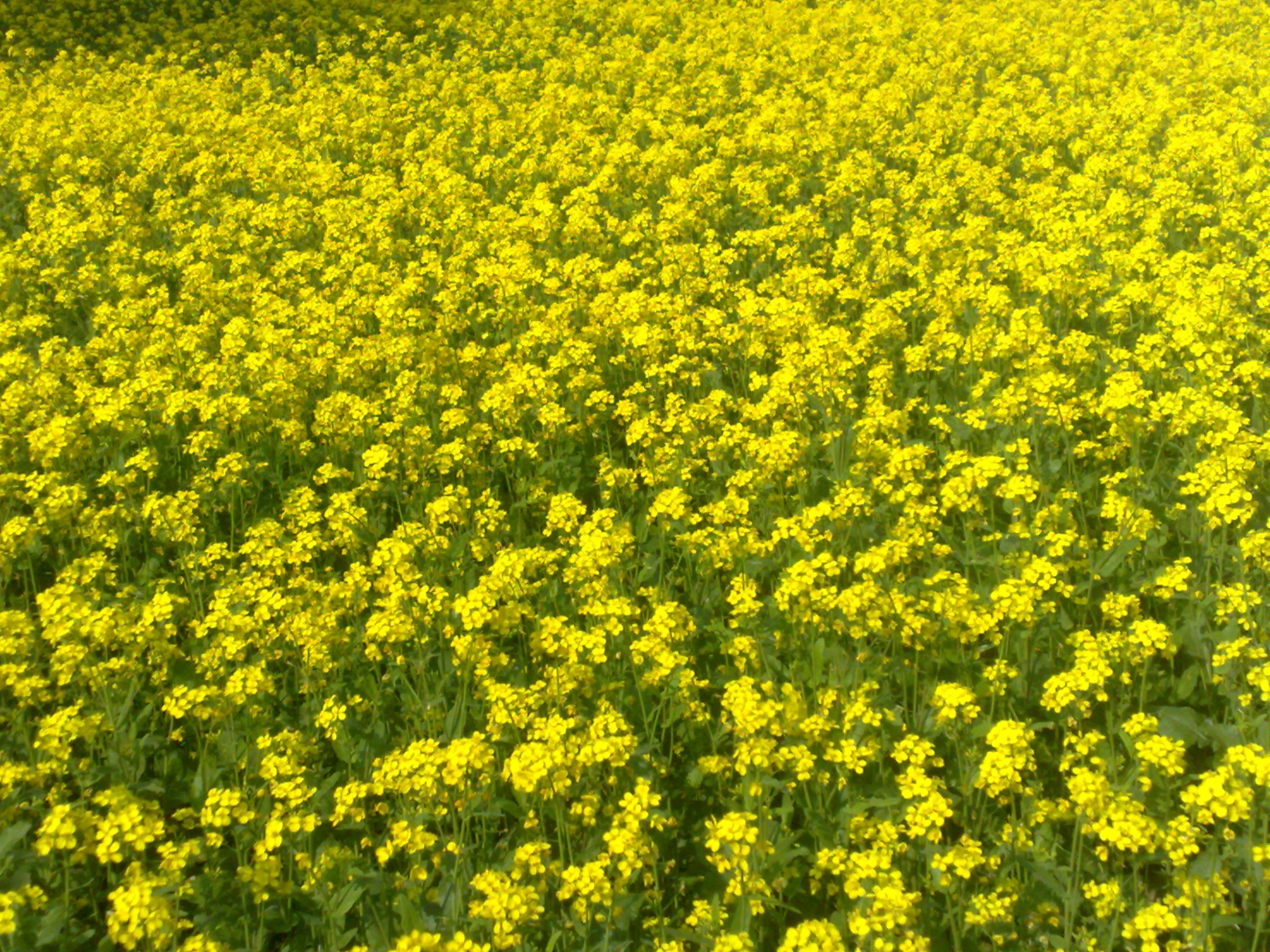
Mostardas em Bangladesh